# Хозясеитов, Мукмин Тагирович
Мукмин Тагирович князь Хозясеитов (тат. Мөэмин Таһир улы Хуҗасәетов, д. Ура) — царевококшайский купец 2-й гильдии, владелец писчебумажных и кумачных фабрик, меценат. Из рода арских князей Хозясеитовых.
Открыл свою мануфактуру в 1799 г., привозил необходимый материал из Казахской степи, сбывая казахам готовую продукцию — юфть и ткани. В 1834 г. за 8 выездов он вывез в степь товаров на сумму 42 333 руб., а в 1835 г. за 7 выездов — на 50 060 руб.
В 1815 году Мукмин Хозясеитов открыл в Царевококшайском уезде Казанской губернии фабрику писчей бумаги.

## Меценатство
В 1829—1836 годах на его деньги была построена 1-я соборная мечеть Уфы. В 1835—1838 годах — 2-я соборная мечеть Троицка.